# Акімов Дмитро Ігорович
Дмитро Ігорович Акімов (нар. 9 січня 1962 року, Київ) — український композитор-симфоніст, поет, письменник, соціолог-маркетолог, журналіст, співак. Заслужений діяч мистецтв України (1999). Голова МАРТІС «Золота Фортуна».

## Життєпис
1986 р. — Закінчив Київський університет імені Шевченка, факультет журналістики, а пізніше в інституті міжнародних відносин того ж університету отримав вищу юридичну освіту. Протягом понад 30 років творчої, виробничої, наукової діяльності продовжує навчання, самовдосконалення, в різних вузах отримав вищу військову освіту, потім — з диригентсько-хорового мистецтва, пізніше — живопису та декоративного мистецтва, захистив дисертації та отримав вчені ступені доктора філософії у галузі соціології, (згодом кандидата соціологічних наук, потім — доктора соціологічних наук).
1986—1987 рр. — Працював на Київському обласному радіо.
1987— початок 2000-х рр. — на Українському телебаченні — автор та ведучий програм «Канал Д», «Телефан», «Золота Фортуна». Співпраця між поетом Дмитром Акімовим та композиторами Олександром Злотником, Володимиром Бистряковим, Костянтином Осауленком, Генадієм Татарченком та іншими вітчизняними композиторами розпочалася у 80-ті роки XX сторіччя.
У 1990 році Дмитро Акімов написав слова до третього альбому української співачки Русі «Даруй мені, мамо», який цього ж року посів перше місце в номінації «Найкращий альбом» у Національному хіт-параді.
Як кліпмейкер Дмитро Акімов створює десятки відеокліпів для таких українських естрадних виконавців, як Павло Зібров, Таїсія Повалій, Ірина Білик, Віталій Білоножко, Алла Кудлай, Руся тощо. Наприклад, Дмитро Акімов як поет і режисер та Костянтин Осауленко як композитор та аранжувальник створили для Русі аудіо-альбом «Даруй мені, мамо», на який Дмитро Акімов зняв декілька відеокліпів. Одним із спільних проєктів співавторів стало створення юнацької групи «Вечірня школа». Цей проект пізніше отримав розвиток і трансформувався у «Вечірню поп-школу» і ряд окремих виконавців на українській естраді.
Як естрадний виконавець Дмитро Акімов став відомий шанувальникам естрадної пісні завдяки синглам «Я до тебе повернусь», «Мій паперовий літачок». На ці пісні було знято відеокліпи, які займали перші місця в хіт-парадах у 1980-90-х рр. Деякий час Д.І.Акімов викладав в Київському інституті театрального і кіномистецтва ім. Карпенка-Карого. Чимало пісенних творів для української естради Дмитро Акімов написав у співавторстві з композиторами  Юрієм Маліборським та Олегом Пекаровським, гітаристом Михайлом Алексієвим.
У 1990-ті роки Дмитро Акімов деякий час — найактивніший в Україні кліпмейкер, працює з десятками українських та зарубіжних виконавців, все частіше записує власні пісні: альбоми «Паперовий літачок»(1992), «Незабудка» (1993), «Незнакомка с белой розой» (1994), «Калина красная» (1996), «Золотая пуля» (1997, «Lazer Records»).
З кінця 1990-х років Дмитро Акімов активно співпрацює з багатьма українськими академічними оркестровими та хоровими колективами.
У співпраці з Великим заслуженим академічним симфонічним оркестром Національної радіокомпанії України Д.І.Акімов записав такі свої твори, як 3 концерти для скрипки з оркестром, двоактний балет "Роксолана", 6 симфонічних ноктюрнів, інши симфонічні твори в різних жанрах, також було випущено декілька CD аудіоальбомів.
1. З Великим заслуженим академічним змішаним хором Національної радіокомпанії України композитор Д.І.Акімов записав велику програму з 16 творів.
2. З Заслуженим академічним зразково-показовим оркестром Збройних сил України композитор Д.І. Акімов записав понад два десятки своїх творів та випустив CD альбом.
3. З Заслуженим академічним естрадно-симфонічним оркестром України композитор Д.І. Акімов записав понад два десятки своїх творів, неодноразово брав участь  у гастрольних програмах цього колективу та відеозйомках.

Твори заслуженого діяча мистецтв України композитора Дмитра Акімова виконують чимало інших оркестрових та хорових колективів України та інших країн світу.
Окремим напрямком в творчості композитора Дмитра Акімова є сучасний стиль лаунж. Саме в цьому напрямку Дмитро Акімов розкривається одночасно як  композитор, музикант, телеоператор, сценарист, режисер, монтажер, створює серію драматургічно складних відеокліпів, в яких тісно взаємопов'язує авторське осмислення відео та звукоряду.
З 1993 — голова Міжнародного відкритого рейтингу популярності та якості «Золота Фортуна», який пізніше отримав остаточну назву "Міжнародна Академія рейтингових технологій і соціології "Золота Фортуна" відповідно до назви міжнародної наукової громадської організації, яка  проводить рейтингові дослідження. До Президії Рейтингу "Золота Фортуна" увійшли  в різний час президенти національних та королівських академій наук 30 країн світу. З тих пір наукова та рейтингова діяльність  відбувається в багатьох країнах світу. Наукові та художні твори Д.І.Акімова вийшли друком в різних країнах. Протягом близько 20 років Президію Міжнародної Академії рейтингових технологій і соціології очолює всесвітньо відомий науковець Борис Євгенович Патон. Доктор соціологічних наук Дмитро Ігорович Акімов очолює Генеральну Дирекцію Міжнародної Академії "Золота Фортуна"..
Акімов Дмитро Ігорович учасник ліквідації наслідків аварії на Чорнобильській АЕС 1986 року, де він перебував у відрядженнях,працюючи редактором Держтелерадіо УРСР, створював радіопрограми для співробітників ЧАЕС безпосередньо на Чорнобильській АЕС, та передавав радіоматеріали для інформаційних випусків Держтелерадіо України. Протягом зазначеного періоду працював безпосередньо на Чорнобильській АЕС, в містах Прип'ять, Чорнобиль, селищі чорнобильських енергетиків Зелений Мис. З кінця 1986 року проходив складний курс лікування у відділенні променевої патології однієї з київських лікарень. Має статус учасника ліквідації аварії на Чорнобильській АЕС 1 категорії.
Діяльність Д.І.Акімова та МАРТІС "Золота Фортуна" протягом понад 20 років пов'язана тісною співпрацею з Міністерством оборони України, Національною гвардією України (до 2014 року Внутрішні війська МВС України), Держприкордонслужбою України. Звання лейтенанта отримав в 1985 році в КДУ, з тих пір зв'язав своє життя з армією, проходив перепідготовки, займався виховною та шефською роботою в силових міністерствах та відомствах України. Д.І. Акімов проводить й досі соціологічні та соціально-психологічні закриті дослідження для силовиків, співпрацює з музичними колективами силових міністерств та відомств з 90-х років 20 століття. У репертуар військових музичних колективів увійшли декілька десятків творів Д.І.Акімова, написаних для духових оркестрів, хорових, естрадних колективів. Десятки військово-патріотичних творів Д.І.Акімова випущені на дисках, зняті на відео, виконуються в концертних програмах, вийшли друком в спеціалізованих виданнях.
Протягом часів нової незалежної України Д.І.Акімов разом з українськими військовими миротворцями перебував в багатьох гарячих точках планети, в тому числі — під час війни в Югославії, потім в Іраку, Ліберії, Косово, Демократичній республіці Конго, Кот Дівуарі. Полковник запасу Д.І.Акімов провів чимало виїзних заходів для українських, польських, американських воїнів-миротворців ООН та НАТО, знаходився разом з ними в місцях виконання найскладніших бойових задач. Проводив закриті наукові соціологічні дослідження для РНБО в місцях служби українських миротворців.
З перших місяців Української кризи 2014 року Д.І.Акімов знаходився в зонах бойових дій, збройних протистоянь на сході та півдні України, де виконував обов'язки за дорученнями Міністра оборони України, Командувача Національної гвардії України, Голови Держприкордонслужби України[джерело?]. Одночасно з службовими дорученнями Д.І.Акімов проводив вручення громадських відзнак МАРТІС "Золота Фортуна" військовослужбовцям в зоні бойових дій за поданням командирів та керівництва силових міністерств та відомств[джерело?].
Навесні-влітку 2014 року перебував разом з українськими військовослужбовцями в м. Маріуполі, м. Щасті, Донецькому аеропорті,зоні Іловайських подій тощо. Під час боїв за Іловайськ в серпні 2014 року полковник Д.І.Акімов вступив добровольцем до складу одного зі стрілецьких батальйонів Національної гвардії України, продовжуючи виконувати обов'язки радника командувача НГУ. Виконуючи службові обов'язки, він перебував в зонах протистояння в населених пунктах Дебальцеве, Попасна, Кримське, Маріуполь тощо. Має бойові нагороди[джерело?]. За власні кошти випустив дві збірки поетичних творів українських нацгвардійців та прикордонників "Національна гвардія моєї батьківщини" та "Кордон батьківської землі". Не забуваючи свою першу професію - редактора та режисера телебачення, полковник Д.І. Акімов створив за час війни чимало патріотичних відеокліпів для Міністерства оборони України та Національної гвардії України, провів соціологічні дослідження. Учасник бойових дій Дмитро Акімов приділяє велику увагу образотворчому мистецтву, пише картини олією на військово-патріотичну тематику, виступає організатором виставок образотворчого мистецтва українських військовослужбовців, як поет і композитор написав декілька десятків пісенних творів українською та англійською мовою про воїнів-миротворців ООН та війну на Донбасі, випустив декілька книг з власними пісенними та поетичними творами[джерело?].
В наші дні[коли?] займається створенням оркестрових та хорових творів для оркестрів та академічних ансамблів (в тому числі і військових). Має ступінь доктора соціологічних наук і відповідно пише наукові  статті в сфері соціального маркетингу та культурології. В період 2014—2017 рр. перебуває в зоні проведення АТО, де крім виконання військових обов'язків проводить соціологічні дослідження, знімає  документальні стрічки, соціальні відеоролики та відеокліпи  про події в зоні АТО.. Д.І. Акімов має державні, міністерські, відомчі, церковні, та громадські нагороди України та інших країн світу.

## Дискографія
- «Паперовий літачок»(1992)
- «Незабудка»(1993)
- «Незнакомка с белой розой»(1994)
- «Калина красная»(1996)
- «Золотая пуля»(1997)
- "Royal Symphonic Magic" (2005)
- "Royal Symphonic Magic II" (2007)
- "Royal Symphonic Magic III" (2009)
- "Оркестрові і вокальні твори" (2012)